# Coblynau
Coblynau zijn mijn-geesten uit Wales. Het is een soort kobold of kabouter, zie ook dwerg en elf.

## Eigenschappen
Coblynau zijn zo'n 45 cm hoog en ze zijn erg lelijk. Ze zijn vriendelijk en behulpzaam voor de mens. De Coblynau weet waar erts gevonden kan worden. Ze dragen mijnkleding en werken altijd, maar maken een klus nooit af. Ze zouden instortingen veroorzaken.
De Coblynau is verwant met de Knockers uit Cornwall, het wezen heeft overeenkomsten met de Blue Cap en het Kaolmenke uit de Lage Landen en de Wichtel uit Zuid-Duitsland.

## Bodfari
In de parochie van Bodfari in Denbighshire dansten vijftien of zestien Coblynau op een akker (een volksdans). Ze waren in het rood gekleed als de Engelse soldaten en droegen een rode zakdoek met gele stippen op hun hoofd.